# Myara unicolor
Myara unicolor är en insektsart som först beskrevs av Lucien Chopard 1951.  Myara unicolor ingår i släktet Myara och familjen syrsor. Inga underarter finns listade i Catalogue of Life.